# Municipio de Smyrna (Arkansas)
El municipio de Smyrna (en inglés: Smyrna Township) es un municipio ubicado en el condado de Pope en el estado estadounidense de Arkansas. En el año 2010 tenía una población de 187 habitantes y una densidad poblacional de 1,02 personas por km².

## Geografía
El municipio de Smyrna se encuentra ubicado en las coordenadas 35°39′40″N 92°53′23″O / 35.66111, -92.88972. Según la Oficina del Censo de los Estados Unidos, el municipio tiene una superficie total de 183.17 km², de la cual 183,13 km² corresponden a tierra firme y (0,02 %) 0,03 km² es agua.

## Demografía
Según el censo de 2010, había 187 personas residiendo en el municipio de Smyrna. La densidad de población era de 1,02 hab./km². De los 187 habitantes, el municipio de Smyrna estaba compuesto por el 97,86 % blancos, el 0,53 % eran amerindios y el 1,6 % eran de una mezcla de razas. Del total de la población el 3,74 % eran hispanos o latinos de cualquier raza.